# Jan Buursink
Jan Buursink (Enschede, 1 september 1935 – Nijmegen, 22 januari 2018) was een Nederlands geograaf
en hoogleraar Sociale Geografie aan de Radboud Universiteit in Nijmegen.

## Levensloop
Jan Buursink werd in Enschede geboren. Hij groeide op in Pathmos, een woonwijk in het westelijke deel van de stad. In 1954 behaalde hij het diploma gymnasium-A om daarna sociale geografie te gaan studeren in Groningen. Na zijn doctoraalstudie werkte hij enige tijd als docent aardrijkskunde in Meppel en Drachten. In 1967 werd hij wetenschappelijk medewerker bij het Geografisch Instituut van de Rijksuniversiteit Groningen. Hij promoveerde in 1971 op het proefschrift Centraliteit en hiërarchie. De theorie der centrale plaatsen in enkele Nederlandse industriegebieden. In 1978 werd hij hoogleraar sociale geografie aan de Katholieke Universiteit Nijmegen. Van 1990 tot 1993 was hij Decaan van de Faculteit Beleidswetenschappen. In 2000 ging hij met emeritaat. Prof. dr. J. Buursink overleed begin 2018 op 82-jarige leeftijd.
In het wetenschappelijk werk van Buursink stonden stedelijke en regionale ontwikkelingen centraal. In de loop der jaren werden daarin verschillende zwaartepunten zichtbaar: de hiërarchie van verzorgingscentra, de geleding van de stad, de dienstensector, citymarketing en het verschijnsel van de duale steden.

## Centraliteit en hiërarchie
Voor zijn proefschrift nam Buursink de centrale-plaatsentheorie van Walter Christaller als leidraad. De centrale vraag van het onderzoek was ‘of de hiërarchie van stedelijke centra volgens de theorie der centrale plaatsen als zodanig ook voorkomt in industriegebieden, waarvan veelal wordt gesteld, dat de theorie er niet opgaat, omdat het nederzettingspatroon daarvoor te onregelmatig is’ (p. 171). Het onderzoek valt uiteen in een theoretisch en een empirisch deel. Het ging Buursink niet zozeer om de ruimtelijke rangschikking van de centrale plaatsen, maar meer om de functionele hiërarchie van de nederzettingen. Dit laatste vormde voor Buursink het kernelement in de theorie van Christaller. Hij toetste zijn probleemstelling in drie Nederlandse industriegebieden: Zuid-Limburg, Twente en Oostelijk Noord-Brabant. Buursink liet zien hoe de industrialisatie het patroon van de oorspronkelijke verzorgingsgebieden had gewijzigd. Nieuwe steden kwamen op die de concurrenten werden van de oude hoofdcentra. Zijn conclusie was dat ‘de hiërarchie als een regionaal hiërarchisch systeem inderdaad een adequaat model van de werkelijkheid is’ (p. 174). In de drie gekozen industriegebieden bleek bovendien dat de verschillen in centraliteit tussen de grote en de kleine centra waren toegenomen.

## De hiërarchie van winkelcentra
Tussen 1974 en 1977 voerde Buursink in opdracht van de Rijksplanologische Dienst een omvangrijk onderzoek uit naar het ruimtelijk koopgedrag van consumenten in stadsdelen met een gepland winkelapparaat (in Groningen, Breda, Rotterdam en Amersfoort). Het doel was aan de analyse basisgegevens te ontlenen voor de distributieplanologie. Een belangrijke vraag was of de geplande winkelcentra inderdaad de bezoekers uit het toegedachte verzorgingsgebied ontvingen. Een belangrijke conclusie was dat de planners wel richting kunnen gevend, maar dat vooral de ondernemers bepalend zijn voor de attractiviteit van een winkelcentrum. Bovendien bleek het merendeel van de stadsdeelbewoners een voorkeur te hebben voor winkels die op een locatie zijn geconcentreerd (en niet voor verspreid voorkomende winkels).

## Voorbij de stad
In zijn oratie ‘Voorbij de stad’ gaf Buursink een overzicht van de ontwikkeling van de sociale geografie in de jaren zeventig. Hij sprak van een sociale bewustwording van de stadsgeografie: ‘De stad als ruimtelijke entiteit maakt in het werk van de stadsgeografen steeds meer plaats voor de sociale realiteit van de stad. De stadsgeografie is als het ware voorbij de stad gekomen, en over de stellingen van de methodologische vernieuwingen heen. Doorgedrongen in de stedelijke samenleving als het eigenlijke studieobject’ (p. 4). Deze verandering vergde volgens hem wel een hechte theoretische onderbouwing van de geografie. Na de teleurstellende ervaringen met de positivistisch getinte theorieën wilde Buursink vooral een beroep doen op de beleidstheorieën uit de wereld van de ruimtelijke en maatschappelijke planning: ‘Het kan mede de taak van de (stads)geografie zijn om de grondslagen en effecten van het overheidsbeleid in de ruimtelijke organisatie van de samenleving te analyseren’ (p. 12)

## Stad en ruimte
In 1980 publiceerde Buursink het handboek ‘Stad en ruimte. Inleiding tot de stadsgeografie’. Hoewel er in die periode al een tweetal inleidingen in de stadsgeografie waren verschenen, oordeelde Henk Ottens dat het de meest complete Nederlandstalige inleiding in de stadsgeografie was. Ottens (1981, 203) stelde: ‘De traditionele onderwerpen van de stadsgeografie worden op een degelijke wijze behandeld en ook een aantal nieuwe richtingen in het stadsgeografische onderzoek komen aan de orde. Maar een eigen conceptuele ordening van de stof of nieuwe inhoudelijke zienswijzen ontbreken. Vooral het deel over stedelijke dynamiek mist daardoor wat structuur en helderheid’.

## Stad en economische activiteit
In het door Buursink geleide onderzoeksprogramma van de vakgroep Nederzettings- en Bevolkingsgeografie van de Katholieke Universiteit werd met name aandacht besteed aan de werkfunctie van de stad. Aan het einde van de jaren zeventig werd een begin gemaakt met kantorenstudies. Bij de vragen naar het ruimtelijk gedrag van kantoren werd zijn begrip handelingsomgeving het overkoepelende concept. Naast de analyse van de vestigingsplaatskeuze en het functioneren van bestaande kantoren, richtte de aandacht zich op de rol van de steden in de regionaal economische ontwikkeling. Gezien Buursinks interesse in de hiërarchie van stedelijke centra lag het voor de hand na te gaan of de ontwikkeling van de werkgelegenheid in kleine steden een ander verloop zou hebben dan die in middelgrote steden.
Halverwege de jaren tachtig publiceerde Buursink een aantal artikelen over Citymarketing en geografie. Buursink definieerde citymarketing als een complex van promotionele activiteiten die door gemeentelijke autoriteiten wordt ontplooid om hun stad onder de aandacht te brengen van bepaalde doelgroepen. ‘Citymarketing kan gezien worden als een bewustwordingsproces van de persoonlijkheid van een stedelijk collectief. Tijdens dat proces wordt de individualiteit van de stad te midden van de vele andere steden beschreven, met haar sterke en zwakke kwaliteiten, haar identiteit en haar image’ (Buursink, 1987, 37). Citymarketing, vond hij, leerde geografen de stad te zien als een (historisch gegroeid) plaatsgebonden vestigingsmilieu, dat krachtens haar individuele kwaliteiten door overheid en andere actoren voortdurend aan de man gebracht moet worden.

## Spijkse lijnen
In 1986 nam Buursink als hoofdredacteur van het Geografisch Tijdschrift het initiatief tot een serie artikelen over wat hij noemde een ‘rechtlijnige nederzettingsgeografie’. Hij wilde terug naar de oorspronkelijke betekenis van het woord geograaf: aardbeschrijver. Daarom trok hij een persoonlijk rechtlijnig spoor door het Nederlandse nederzettingscontinuüm. Het beginpunt voor zijn zwerftochten door Nederland was Spijk en vanuit Spijk trok hij vijf lijnen naar nederzettingen die het verst gelegen waren van Spijk: naar Eijsden, naar Oudeschip bij de Eemshaven, naar Den Helder, naar Westkapelle en naar Katwijk aan Zee. Onder het pseudoniem Batavus beschreef hij in een aantal afleveringen van het Geografisch Tijdschrift zijn waarnemingen en belevenissen langs de genoemde Spijkse lijnen.

## Selectie uit het wetenschappelijk werk
- Centraliteit en hiërarchie. De theorie der centrale plaatsen in enkele Nederlandse industriegebieden, Assen, 1971
- De hiërarchie van winkelcentra: onderzoek naar het gebruik van het hiërarchisch opgezette winkelapparaat in enkele stadsdelen, 1976, (met A. Heins en J. Wouters)
- De dienstensector in Nederland: een geografisch portret, Assen
- Voorbij de stad: rede uitgesproken bij de aanvaarding van het ambt van gewoon hoogleraar in de sociale geografie aan de Katholieke Universiteit te Nijmegen ,1979
- Stad en ruimte: inleiding in de stadsgeografie, Assen 1980
- Regio en ontwikkeling: aspecten van regionaal-economische ontwikkelingen in Nederland, 1986 (redactie met E. Wever)
- Citymarketing en geografie, 1987 (redactie met J. Borchert)
- Regionale geografie: nieuw of opnieuw, Geografisch Tijdschrift, 1987, p. 198-212
- Nederland in geografische handen: honderd jaar regionale geografie van Nederland, 1998
- Bevolking centraal, Geografisch Tijdschrift, 1988, p. 361-376
- Steden in de markt: het elan van citymarketing, 1991
- De binnenstad van Tiel: meer dan een winkelcentrum?, 1992 (met Th.W.M. Vergoossen)
- Beleidsvernieuwend onderzoek: staalkaart van vijf jaar AIO- en OIO-onderzoek aan de Faculteit der Beleidswetenschappen van de Katholieke Universiteit, 1993 (met Henk Donkers)
- KAN-KUNde: het KAN-gebeuren vanuit een KUN-leerstoel, 1993
- De bedrijfsomgeving in economisch geografisch perspectief, 1993 (met E. Wever)
- Waartoe zijn wij op aarde ?, 2000
- The European city: does it already exist?, in: Landscape and Urban planning, 2001
- De regionale functie van de KUN, 2003, (met P. Vaessen)
- Het eigentijdse Nijmegen, 2005 (met Jacques van Dinteren)
- Mijn geografisch spoor, in: Geografie januari 2018 p.20-25

- International Standard Name Identifier: 0000 0000 2189 8113
- Library of Congress Control Number: n80073664
- Nederlandse Thesaurus van Auteursnamen: 068412347
- Système universitaire de documentation: 069771782
- Virtual International Authority File: 72692810
- WorldCat: E39PBJkHvchwXhRK7VfFrV63Qq